# Арга-Талахтах
Арга-Талахтах (также Аргаа-Талахтаах) — пресноводное озеро на северо-востоке Якутии, в Абыйском улусе. Расположено на Абыйской низменности, в междуречье Уяндины и Индигирки, в 13 км к востоку от озера Отто-Оттох и в 2 км к северо-западу от озера Максима. 
Находится на высоте 31 м над уровнем моря. Площадь озера составляет 37,3 км², площадь водосбора — 127 км². Длина озера около 8 км, максимальная ширина в центральной части — 5,8 км.
Имеет округлую форму с крупным заливом на северо-западе. Береговая линия умеренно изрезана. Острова отсутствуют. Берега низкие, поросшие тундровой растительностью, местами заболочены, участками подступает тайга. Холм высотой 58 м возвышается на юго-западе. Согласно Государственный водному реестру, имеет сток в реку Дружина, приток Индигирки. Через озеро проходит автозимник 98К-023..
Ближайший населённый пункт, центр наслега село Абый, находится в 5,5 км к северо-востоку.